# Олімпійський бобслейний жолоб у Санкт-Моріці

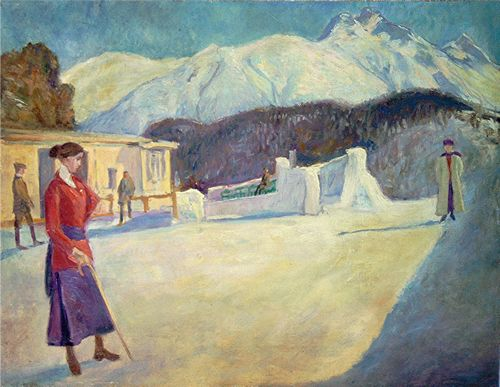
Картина Йоханнеса Мартіні «Початок Олімпійського бобслейного жолоба Санкт-Моріц-Челеріна», 1905 рік.

Олімпійський бобслейний жолоб Санкт-Моріц-Челеріна — бобслейна траса, розташована у долині Енгадін, Швейцарія. Офіційно відкрита на Новий рік 1904 року і є найстарішою бобслейною трасою у світі та єдина, що охолоджується натуральним чином. Також її використовують для інших санних видів спорту, таких як скелетон та санний спорт.

## Історія
Траса спочатку була створена для туристів з Великої Британії, котрі винайшли бобслей. 1897 року був створений Бобслейний клуб Санкт-Моріц. Завдяки популярності цього спорту, збір коштів на будівництво траси був завершений у 1903 році і досяг CHF 11 000. Трасу використовували для змагань з бобслею на Зимових Олімпійських іграх у 1928 та 1948 років. Траса неодноразово змінювалась до ігор у 1948 році, особливо нижня частина була адаптована до високих швидкостей санчат і поліпшення гальмування в кінці траси. Частина віражів побудована з натурального каменю. Траса змінювалась у 1995, 1996 роках, останні модифікації відбулись у 2002 році.

## Поточний стан траси і довжина

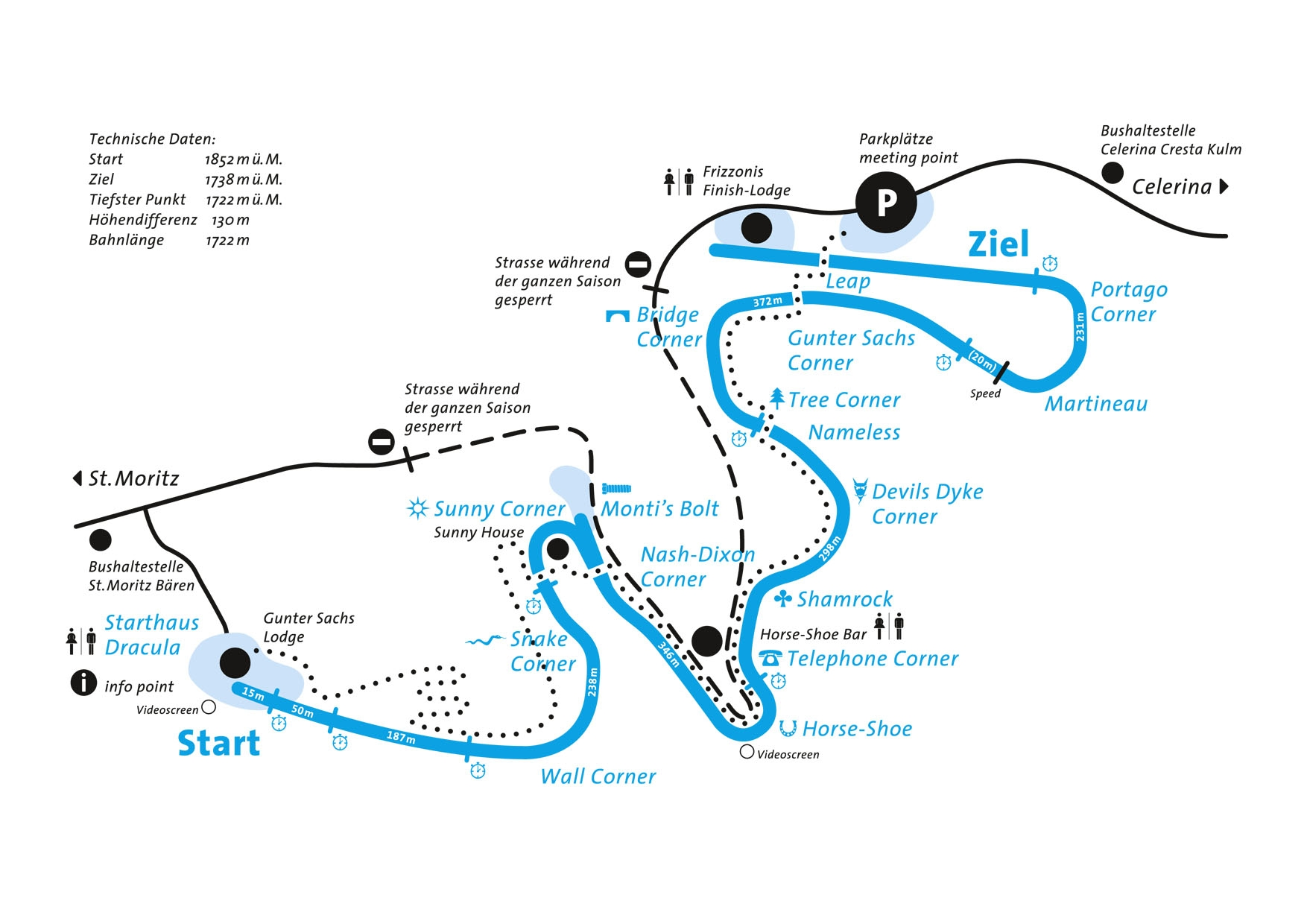
План траси

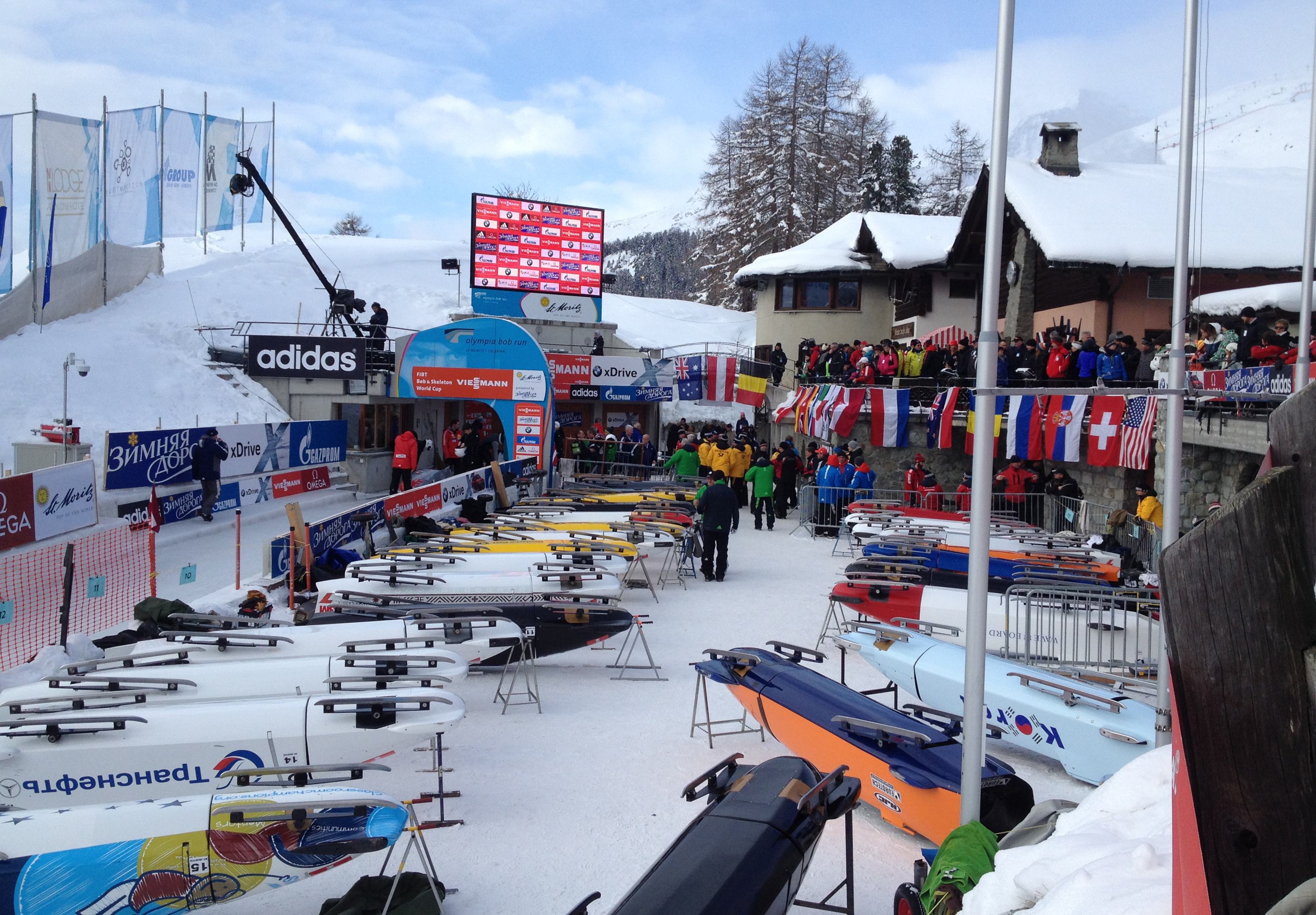
Стартова зона взимку 2015 р.

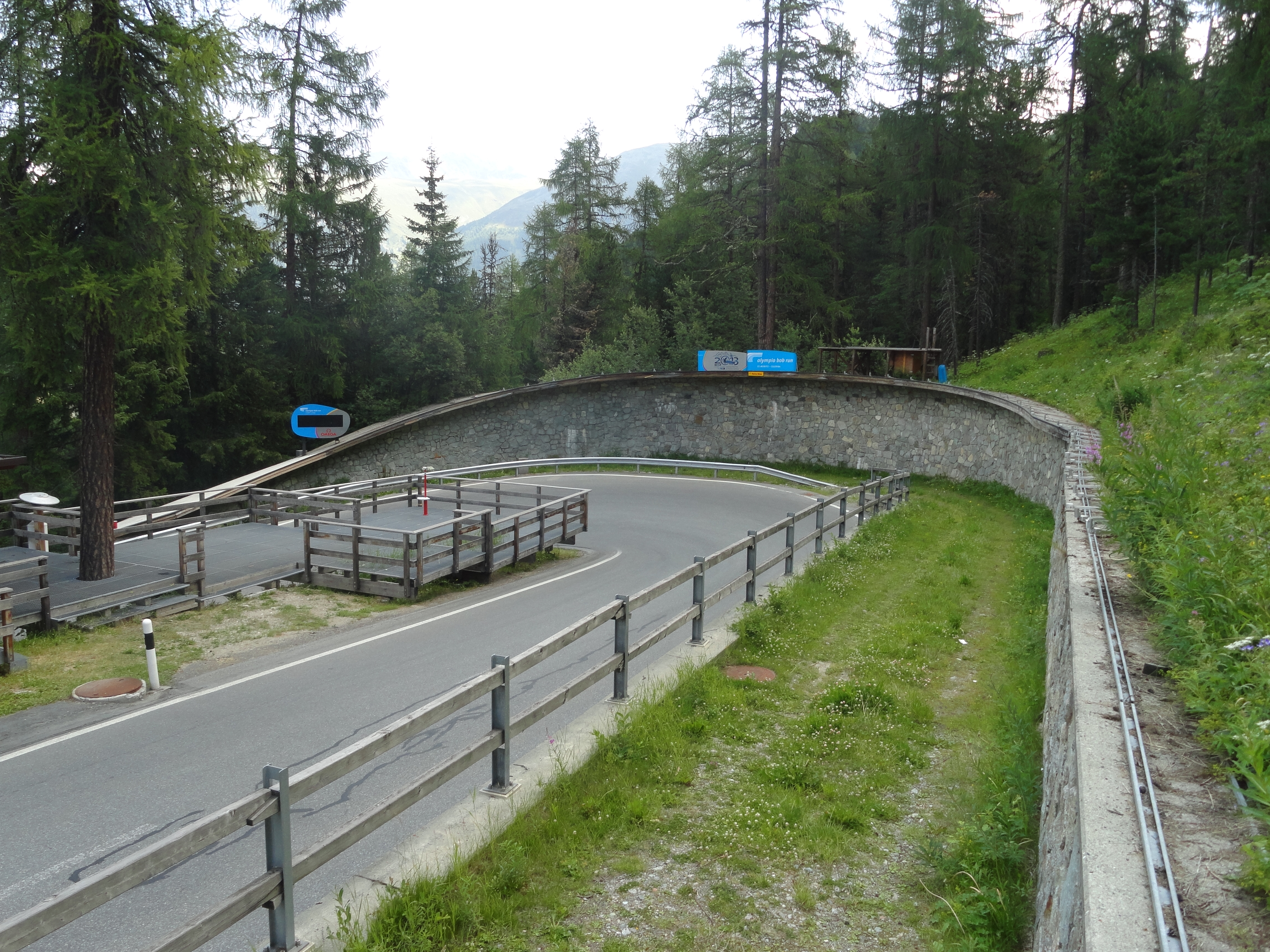
Віраж Horse-Shoe влітку 2012 р.

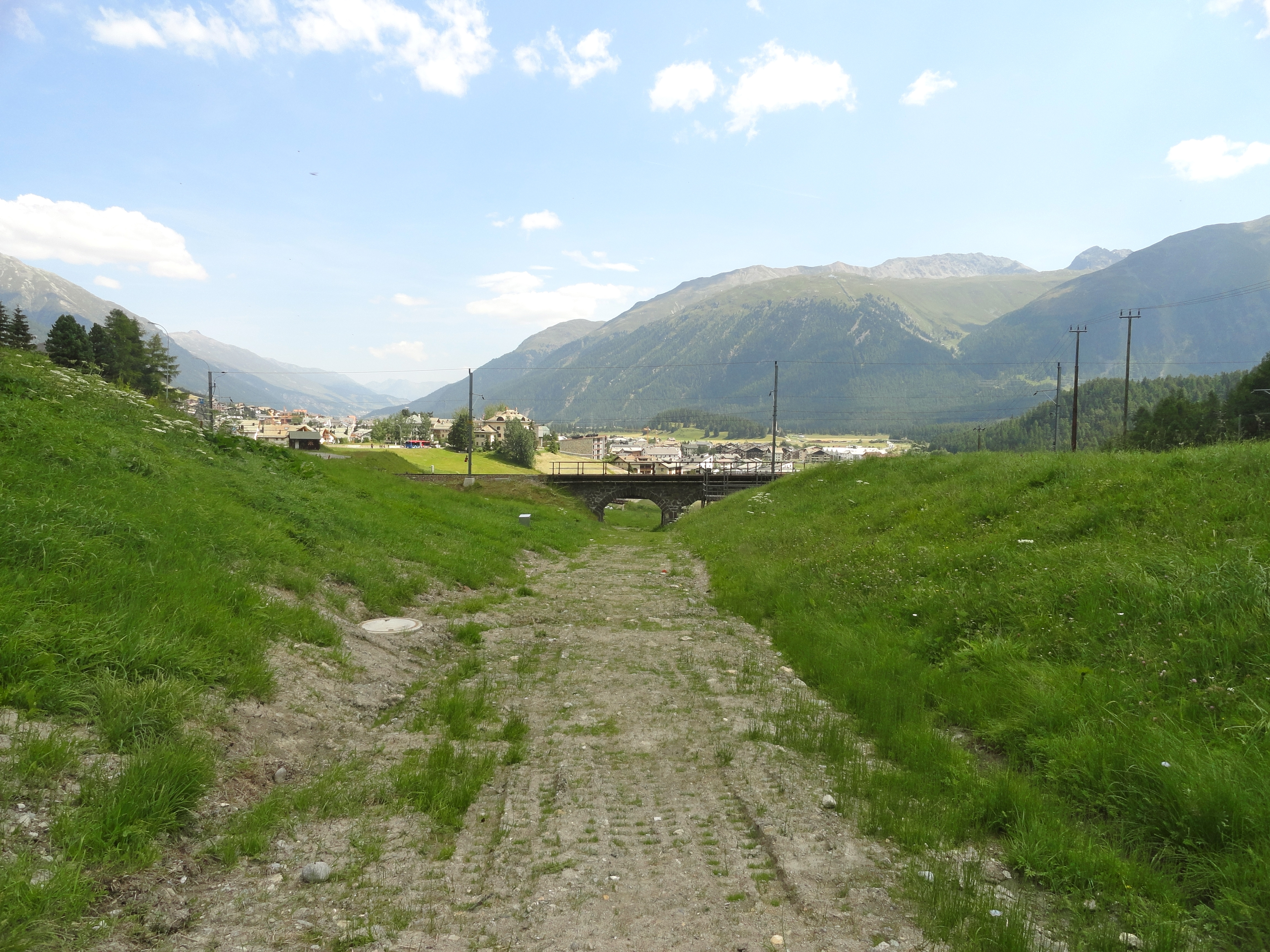
Віраж Bridge влітку 2012 р.

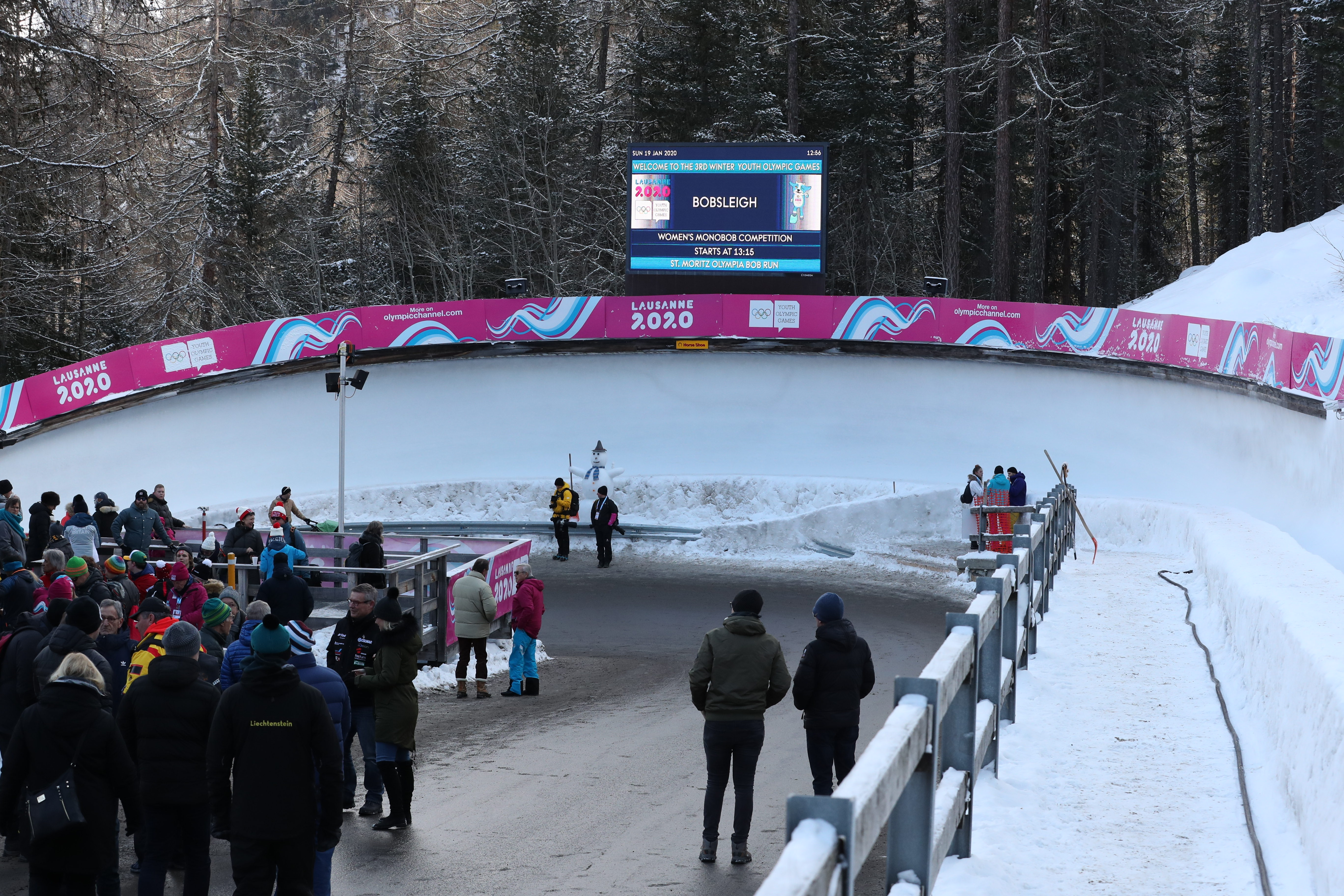
Елемент бобслейної траси взимку 2020 р.

Траса має 19 віражів, довжину 1 722 метри з перепадом висот 130 метрів і середнім нахилом 8,14 %. Віражі було названо британцями, і це збереглось до сьогодні.

## Будівництво траси
Будівництво траси починається приблизно у середині листопада командою з п'ятнадцяти працівників і триває три тижні. Будівництво відбувається упродовж всієї траси від старту до фінішу. Завдяки тому, що натуральна траса, довжина та перепад висот змінюється під час будівництва. Після закінчення будівництва команда працівників розподіляється по трасі і під час сезону відновлює ділянки кожного вечора по чотири години. Коли сезон завершується на початку березня, починається демонтаж траси.

## Рекорди траси
Оскільки це натуральна траса та будується і змінюється щороку, не відстежуються рекорди траси.